# Шереметев, Пётр Петрович
Граф Пётр Петрович Шереме́тев (по французскому паспорту Pierre Chérémeteff; род. 13 сентября 1931, Кенитра, Французское Марокко) — французский и российский государственный и общественный деятель, меценат из графской ветви рода Шереметевых. 
После смерти отца в 1972 году стал главой рода Шереметевых. С 1975 года — Почетный вице-президент франко-российского Общества Дружбы, председатель Российского музыкального общества Франции. Ректор Парижской русской консерватории имени Сергея Рахманинова.
Соучредитель Федерации русских партий Европы и международной ассоциации «Европейский русский альянс». С 2005 года — вице-президент Федерации русских партий Европы.
Соучредитель Ивановского кадетского корпуса, Ивановского университета образования, Президент «Шереметев-центра» в Иванове, Томске и Ярославле. Кавалер ордена Искусств и литературы Франции, Кавалер Ордена Дружбы, Лауреат премии им. Людвига Нобеля. Почётный гражданин города Иваново (2004).
С 2002 по 2012 год — Председатель президиума Международного совета российских соотечественников. Почётный председатель президиума Международного совета российских соотечественников (с 2012 года). 

## Биография
Родился в семье графа Петра Петровича Шереметева и Марины Дмитриевны Лёвшиной. Является потомком графа Бориса Петровича Шереметева.
После революции семья проживала во Франции, а затем во французском Марокко.
Окончил с отличием Высшую архитектурную школу во Франции. В 1957 году он стал лауреатом престижного международного конкурса архитектуры и современного искусства, проходившего в Сан-Пауло (Бразилия). По его проектам построены здания в Париже, столицах Арабских Эмиратов и Саудовской Аравии.
Принял активное участие в спасении от разрушения парижского Свято-Александро-Невского кафедрального собора, добившись от мэра (затем президента Франции) Жака Ширака выделения 1,2 миллиона франков на реставрацию.
В 1978 году впервые посетил СССР.
С 1998 года — ректор Парижской русской консерватории имени С. Рахманинова.
Прикладывает много усилий, чтобы укрепить культурные связи между Россией и Францией. За этот вклад в ноябре 2002 года указом Президента Российской Федерации получил российское гражданство.
С 2003 года — председатель Президиума и член Правления Международного Совета российских соотечественников, проживающих за рубежом. В качестве главы этой организации вместе с В. В. Путиным и министром иностранных дел С. В. Лавровым открывал Конгресс соотечественников в Таврическом дворце Санкт-Петербурга.
Соучредитель Иваново-Вознесенского имени генерала-фельдмаршала графа Б.П.Шереметева кадетского корпуса (ИВГШКК), Ивановского университета образования и имиджа, президент и основатель «Шереметев-центра» в Иванове, Томске и Ярославле.
Член Совета попечителей Международной федерации русскоязычных писателей («МФРП-IFRW»).
Член Почётного комитета Центра русского языка и культуры (фр. Centre de Langue et Culture Russe; Париж, Франция).
Вице-президент российской ассоциации «Меценат столетия».
Соучредитель Федерации русских партий Европы и международной ассоциации «Европейский русский альянс». С 2005 года — вице-президент Федерации русских партий Европы.
4 июля 2025 года публично завил о желании вернуться в Россию, чтобы «провести здесь остаток своих дней и упокоиться в земле наших предков».

## Награды и почётные звания
- Кавалер ордена Искусств и литературы (Франция)
- Орден Дружбы (Россия, 10 июня 2008 года) — за большой вклад в развитие движения соотечественников за рубежом, сохранение отечественного исторического и культурного наследия[11]
- Медаль «В память 300-летия Санкт-Петербурга» (Россия, 9 мая 2005 года)[12]
- Почётный гражданин города Иванова (27 апреля 2004 года) — за личный вклад в развитие культуры в городе Иванове, пропаганду исторического и культурного наследия и активную общественную деятельность[13]
- Благодарность Мэра Москвы (19 октября 2007 года) — за большой вклад в развитие связей с исторической Родиной, пропаганду российских культурных и духовных ценностей[14]
- Почётный знак соотечественника (2021)[15].
- Зарубежный почётный член Российской академии художеств (3 ноября 2004 года)[16][17]
- Почётный член Санкт-Петербургского филармонического общества (Россия, 2002 год)[18]
- Лауреат Международной премии «Хрустальный подсолнух»(Россия,Москва,Дом приёмов Президента РФ.01.06.2007)
- Лауреат премии имени Людвига Нобеля (Россия, 2009 год)[19]
- Золотая звезда ордена «Меценат столетия» (Фонд «Меценаты столетия», 2004 год)[20]
- Знак общественного ордена Святого Александра Невского «За труды и Отечество» (21 ноября 2006 года)[21]
- Лауреат национальной премии «Россиянин года» (2011 год)[22]

## Семья
Родители П. П. Шереметева граф Пётр Петрович Шереметев (1908—1972) и Марина Дмитриевна Лёвшина (1908—2001) скончались в столице Марокко Рабате и похоронены на христианском кладбище города.
Сестра Петра Петровича — Прасковья (фр. Pauline Cheremeteff-de Mazières, род. в 1933 году), проживает в Рабате, где около 20 лет содержала галерею современного искусства «L’atelier», а позже занялась исследованием истории русской колонии в Марокко, опубликовав несколько материалов на французском языке.
Младшая сестра — Наталья Петровна скончалась в 1,5-годовалом возрасте в 1939 году и похоронена на христианском кладбище Сале (Марокко).
Его родной дядя (брат отца) — Николай Петрович Шереметев (1903—1944), композитор и скрипач, который отказался в своё время эмигрировать из России вместе с семьёй.

### Браки и дети
Первым браком с 9 ноября 1961 года был женат на Мари-Эжени де Витт (род. 29 августа 1939), дочери принцессы Мари-Клотильды Наполеон и графа Сергея де Витт. Брак распался через 14 лет в 1975 году. Детей не было.
Вторым браком с 2 декабря 1986 года был женат на Элизабет-Моник-Мари-Эме Дане (Danet) (род. 5 мая 1960):
1. Ксения (род. 10 августа 1990);
2. Борис (род. 27 января 1993).

Третьим браком женат на Югет Бюльтель, с которой венчался в Знаменской церкви на Шереметевом дворе 29 января 2023 года.

## Роли в кино
Снялся в ряде фильмов:
- «Clair de femme» («Свет женщины», 1979, реж. Коста-Гаврас) с Роми Шнайдер и Ивом Монтаном в главных ролях.
- «Le téléphone sonne toujours deux fois» («Телефон всегда звонит дважды[фр.]»), 1985.
- «Tranches de vie» («Сцены из жизни[фр.]»), 1985.
- «Max mon amour» («Макс, моя любовь»), 1986.
- «La chute des aigles» («Поверженные»), 1989.
- «Un coeur en hiver» («Сердце зимой»), 1992.

Снимался также в рекламных роликах.